# Malaika
 Der er for få eller ingen kildehenvisninger i denne artikel, hvilket er et problem. Du kan hjælpe ved at angive troværdige kilder til de påstande, som fremføres i artiklen.

Malaika, som betyder engel på swahili, er en sang som første gang blev indspillet af den kenyanske musiker Fadhili William og hans band Jambo Boys i 1960. Fadhili William betragtes som værende forfatteren til teksten, men dette er noget omstridt.
Sangen blev senere genindspillet af den britiskfødte kenyanske musiker Charles Worrod, som gjorde sangen internationalt tiljublet. Sangen er desuden blevet mere udbredt af internationale kunstnere som Helmut Lotti, Hep Stars, Rocco Granata, Miriam Makeba, Harry Belafonte, Boney M og Angélique Kidjo.